# IC 3110
IC 3110 ist eine Spiralgalaxie vom Hubble-Typ Sa im Sternbild Jagdhunde am Nordsternhimmel. Sie ist schätzungsweise 505 Millionen Lichtjahre von der Milchstraße entfernt.
Das Objekt wurde am 13. Juni 1896 von Stéphane Javelle entdeckt.